# Lycksalighetspartiet

Officiell logotyp för Lycksalighetspartiet.

Lycksalighetspartiet (Saadet Partisi, SP) är den politiska grenen av den turkiska Millî Görüş-rörelsen.
Partiledare är Recai Kutan men den mest kände frontfiguren är den tidigare turkiske ministerpresidenten Necmettin Erbakan. Partiets tidning heter Milli Gazete.

## Historia
Andra halvan av 1990-talet var en turbulent period i turkisk politik. Politiska partier, byggda på muslimska värderingar, förbjöds gång efter annan. 1996 förbjöds Välfärdspartiet, vars medlemmar snart organiserade sig i Dygdpartiet, som sin tur förbjöds att verka 1999. Detta partis medlemmar delades då i två grupper: 
- Rättvise- och utvecklingspartiet, som ville förena islamska värderingar med ett sekulärt demokratiskt system.
- Traditionalisterna bildade den 20 juli 2001 ett nytt parti som omedelbart förbjöds.

De sistnämnda bildade redan dagen därpå (den 21 juli) Lycksalighetspartiet, som dock aldrig har uppnått något större väljarstöd.
I parlamentsvalet den 3 november 2002 fick man bara 2,5 % av rösterna och misslyckades med att ta sig över 10%-spärren till nationalförsamlingen.
I kommunalvalen den 29 mars 2004 gick man dock framåt. Lycksalighetspartiet erövrade då omkring 4 % av rösterna och tog plats i tolv fullmäktigeförsamlingar.
De nationella valen, den 22 juli 2007 blev ett nytt misslyckande. Man fick då 817 843 röster (2,34 %) - en minskning med 0,15 %.